# Pericarditis aguda
La pericarditis aguda es una inflamación súbita y generalmente dolorosa del pericardio—el saco membranoso que rodea al corazón—y la más frecuente condición que afecta al pericardio, caracterizado por un derrame de líquido y productos de la sangre como la fibrina, glóbulos rojos y glóbulos blancos en el espacio pericárdico.En el caso de no tratar la enfermedad podría provocar un paro cardiaco.

## Etiología
Las causas más comunes de una pericarditis aguda incluyen:
- (35%) Neoplásicas
- (23%) Enfermedades autoinmunes
- (21%) Viral - adenovirus, enterovirus, citomegalovirus, influenzavirus, hepatitis B virus, y el virus del herpes simple, entre otros—son de corta duración y por lo general no dejan secuelas.
- ( 6%) Bacteriana (que no sea tuberculosis)
- ( 6%) Uremia
- ( 4%) Tuberculosis
- ( 4%) Idiopático
- (resto) trauma, drogas (como los anticoagulantes, la penicilina, procainamida, fenitoína y la fenilbutazona), post-infarto agudo de miocardio, miocarditis, aneurisma de aorta disecante y radiación, lupus eritematoso sistémico, artritis reumatoide, insuficiencia renal, etc.

## Cuadro clínico
Dolor de pecho: uno de los síntomas más frecuentes de una pericarditis aguda, que puede estar acompañada de fiebre. Por lo general es un dolor repentino que tiende a extenderse al hombro izquierdo y la espalda, simulando el dolor de un infarto de miocardio. El dolor empeora con la inspiración y al estar acostado, y suele mejorar al sentarse e inclinarse hacia adelante.
Roce pericárdico: un signo muy específico de una pericarditis aguda, caracterizada por un sonido que se escucha a nivel del diafragma con un estetoscopio. Se caracteriza por un crujido similar al de dos pedazos de cuero rozando uno contra el otro. Es un sonido que debe ser distinguido de un murmullo cardíaco que, aunque son muy similares, se distinguen porque el roce cardíaco es más un crujido que el swish del murmullo. El sonido se produce por las membranas del pericardio al rozar una con la otra generando fricción, aunque no todos los casos sean audibles.

### Complicaciones
Una de las complicaciones más serias de una pericarditis aguda es el tamponamiento cardíaco, en el que la acumulación de líquido en el espacio pericárdico es tal que causa una obstrucción del flujo de sangre hacia el corazón. Es una condición letal y una franca emergencia médica.